# Solanum abutiloides
Solanum abutiloides är en potatisväxtart som först beskrevs av August Heinrich Rudolf Grisebach, och fick sitt nu gällande namn av Friedrich August Georg Bitter och Miguel Lillo. Solanum abutiloides ingår i släktet skattor som ingår i familjen potatisväxter. Inga underarter finns listade i Catalogue of Life.

## Bildgalleri

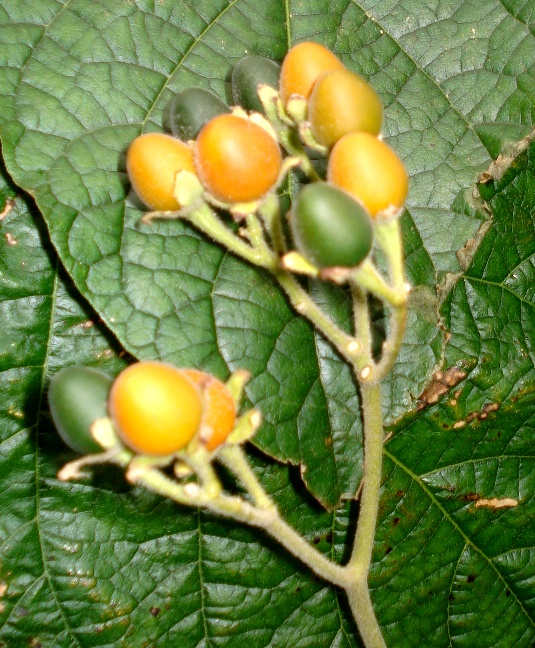
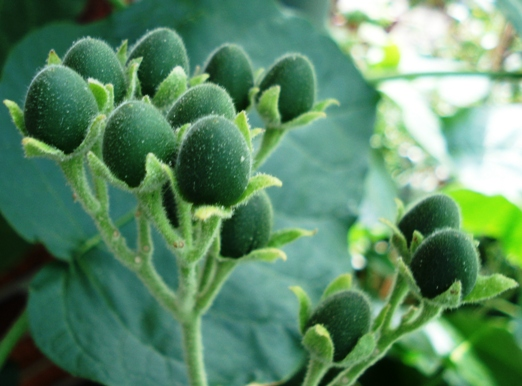